# Типографская улица (Иваново)
Типогра́фская у́лица — улица города Иванова. Располагается во Фрунзенском и Ленинском районах. Начинается от Московской улицы и идёт в восточном направлении до улицы Голубева.

## Происхождение названия
В 1899 году 3-я Поперечная Московская улица переименована в Алексеевскую. Названа по фамилии владельца магазина. Затем, в 1927 году Алексеевская улица переименована в Типографскую (или 1-ю Типографскую) по расположенной здесь типографии. В 2007 году установлена тождественность названий — Типографская и 1-я Типографская.

## Архитектура
Имеются здания от 1 до 4 этажей, но преобладает одноэтажная застройка. На улице располагается областная типография, до 2010 года находилась школа № 27.

## Транспорт
На улице нет линий общественного транспорта.